# Aspidistra linearifolia
Aspidistra linearifolia là một loài thực vật có hoa trong họ Măng tây. Loài này được Y.Wan & C.C.Huang mô tả khoa học đầu tiên năm 1987.